# Почтовый проспект
Почтовый проспект (укр. Поштовий проспект, в 1923—2016 годах — Карла Маркса) — проспект в центральной части исторического центра Кривого Рога (Центрально-Городской район). Считается старейшей улицей города.
До 1923 года назвался Почтовой улицей, после революции и до 2016 года — проспектом Карла Маркса. Проспект берёт начало у Свято-Николаевской улицы (ранее улица Ленина, Николаевская улица), проходит мимо площади Освобождения (1975 год) (ранее площадь имени Парижской Коммуны, Украинская площадь (1925 год), имени Сталина (1945 год), площадь Мира (1961 год)). Общая протяжённость проспекта составляет 3 км.

## История

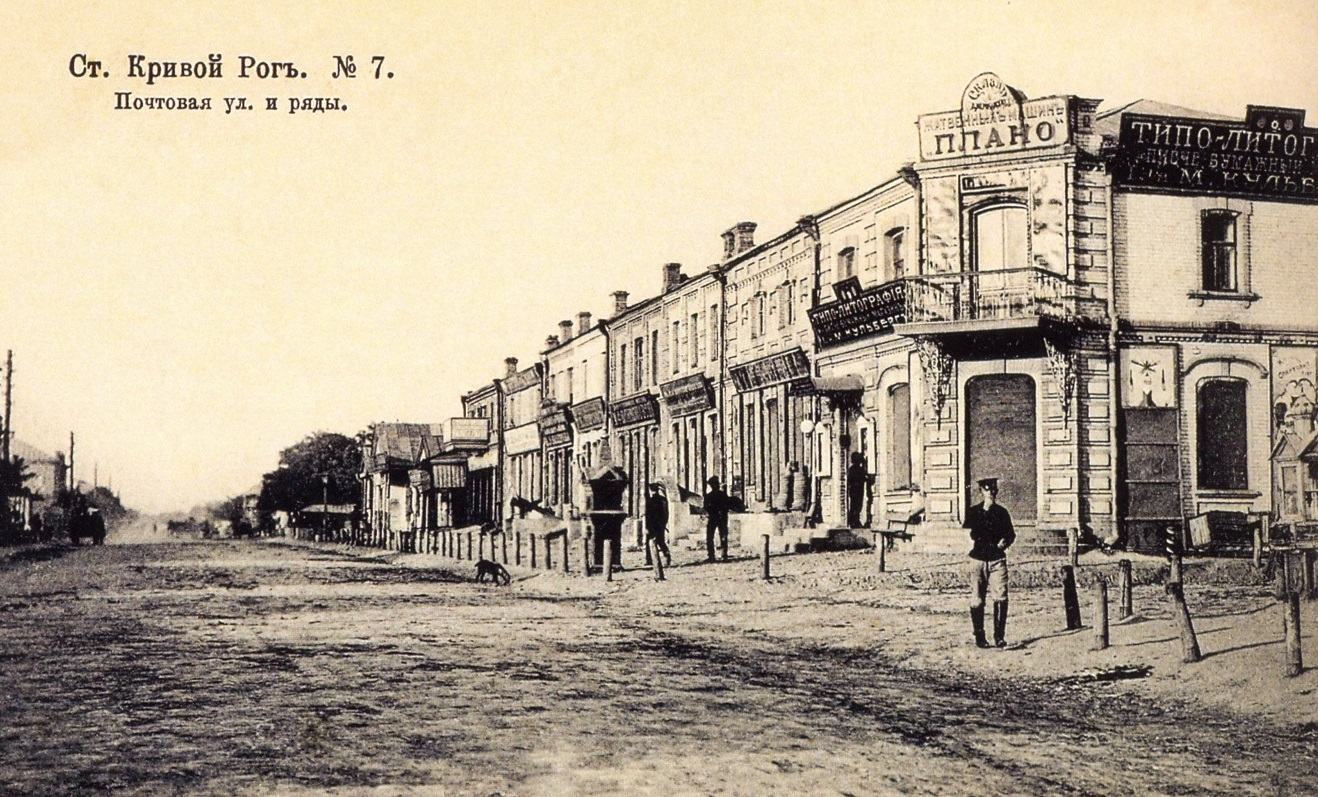
Почтовая улица в начале XX века

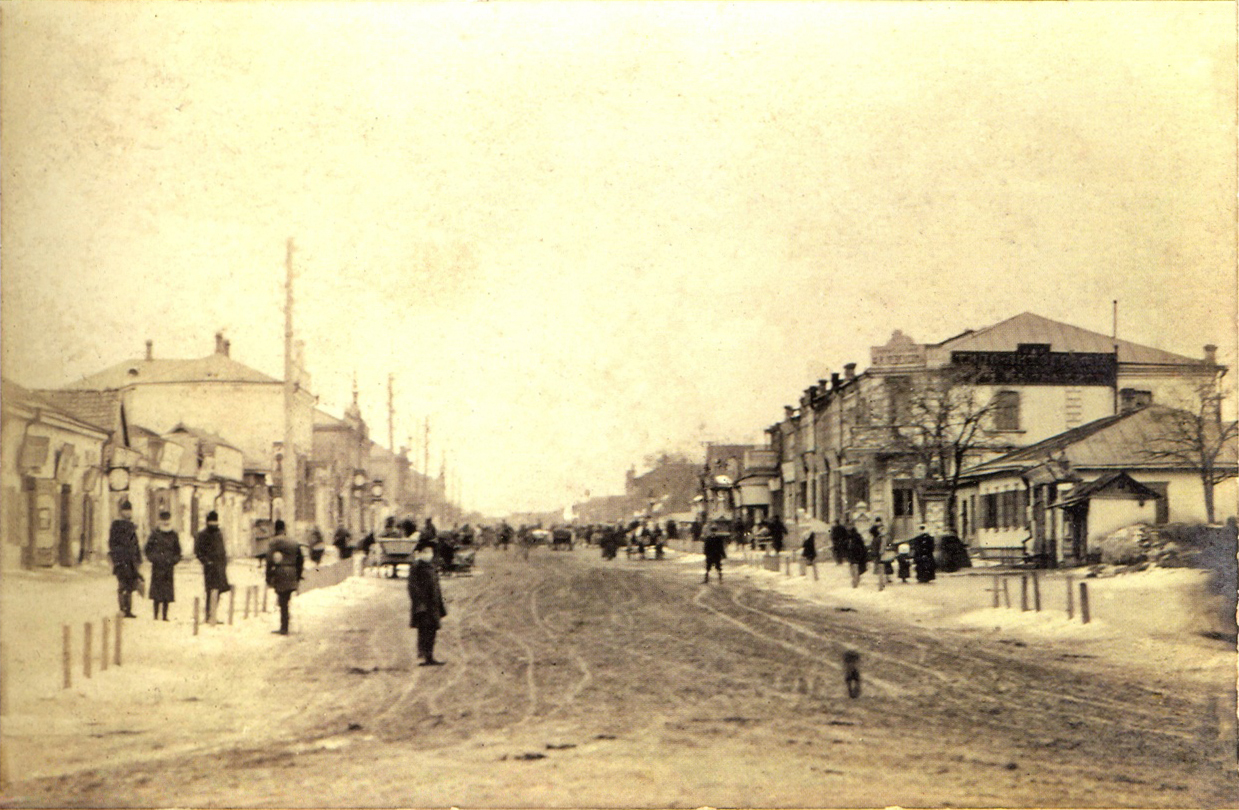
Почтовая улица. 1909 год

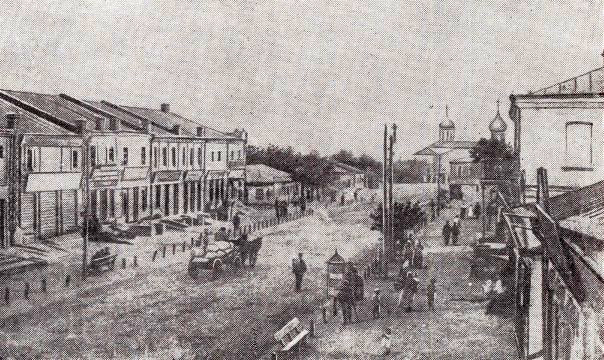
Почтовая улица в начале XX века

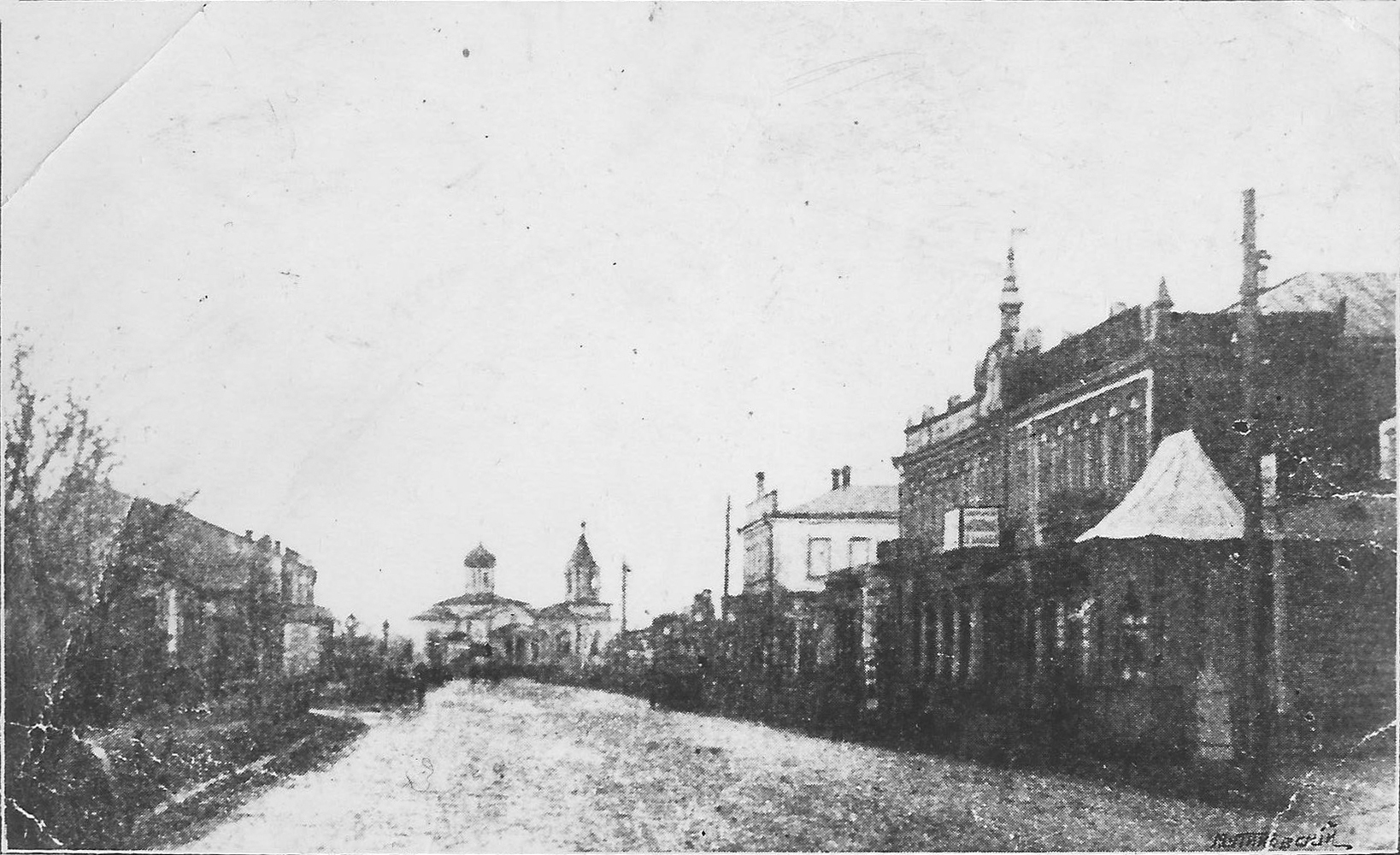
Почтовая улица. Вид на Святониколаевскую церковь

Почтовая улица получила своё название от почтового тракта, который соединял центр Украины с югом. Схематический план Херсонского уезда за 1786 год свидетельствует о том, что Почтовая и Николаевская улицы были главными улицами поселения.
Улица начала застраиваться в 1830-х годах, в 1850-х на ней началась постройка первых каменных двухэтажных домов в Кривом Роге. В 1863 году на Церковной площади, завершавшей перспективу Почтовой улицы, взамен старой деревянной церкви была построена каменная церковь Святого Николая (сейчас на этом месте находится школа искусств). В начале XX века улица дошла до устья Сушковой балки (современная площадь Освобождения) и продолжилась в сторону Карнаватки. К середине XIX века Почтовая улица достигла современных размеров и окончательно сформировалась к концу века.
В начале XX века Почтовая была одной из самых оживленных улиц селения. В 1909 году здесь был открыт первый городской театр «Колизей» с фасадом в стиле модерн. Второй театр «Чары», служивший также кинотеатром, был построен в 1912 году (был разрушен в военные годы). В 1913 году на Почтовой улице находилось порядка 116 торговых заведений, контор и складов. На фотографиях 1910-х годов улица предстает широким проспектом с бордюрами и тротуаром. В 1910 году на средства торговца Герши Гордона на Почтовой улице был возведён первый трёхэтажный жилой дом (сгорел в годы войны).

### Советский период
В 1923 году Почтовая улица была переименована в проспект Карла Маркса. В 1930 году на проспекте был построен кинотеатр имени Ленина, в 1932 году — Криворожский городской театр драмы и музыкальной комедии имени Т. Г. Шевченко и дом № 36, в конце 1930-х годов — гостиница «Металлург». В 1957 году построено административное здание объединений «Кривбассшахтопроходка» и «Южруда».

### Современность
До 1994 года на углу улицы Чкалова и проспекта Карла Маркса стоял дом № 32, принадлежавший некогда братьям Филимоновым.
В 2016 году, на волне декоммунизации, проспекту вернули дореволюционное название Почтовый.
В ближайшие годы Почтовый проспект будет полностью реконструирован. Вдоль проспекта будут установлены скамейки, малые архитектурные формы и уличное освещение, реконструирован мост у входа в парк имени Юрия Гагарина. В районе малой сцены будет отведена зона для художников, сама площадка возле сцены будет расширена и обустроена. Фасады домов на проспекте также должны быть отремонтированы. На месте снесённой гостиницы «Руда» строится новая гостиница, гостиница «Металлург» будет отреставрирована.

## Галерея

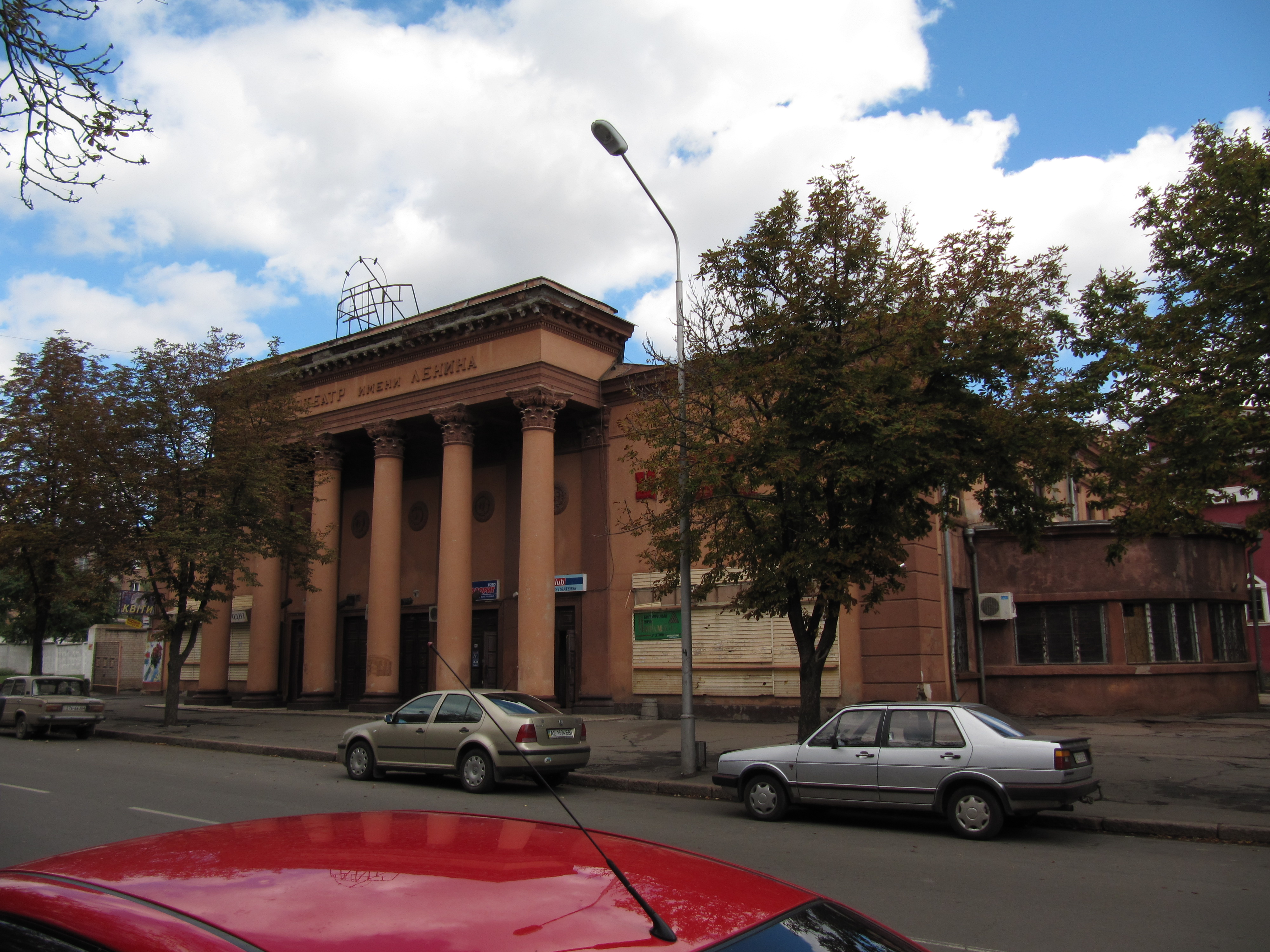
Бывший кинотеатр имени Ленина
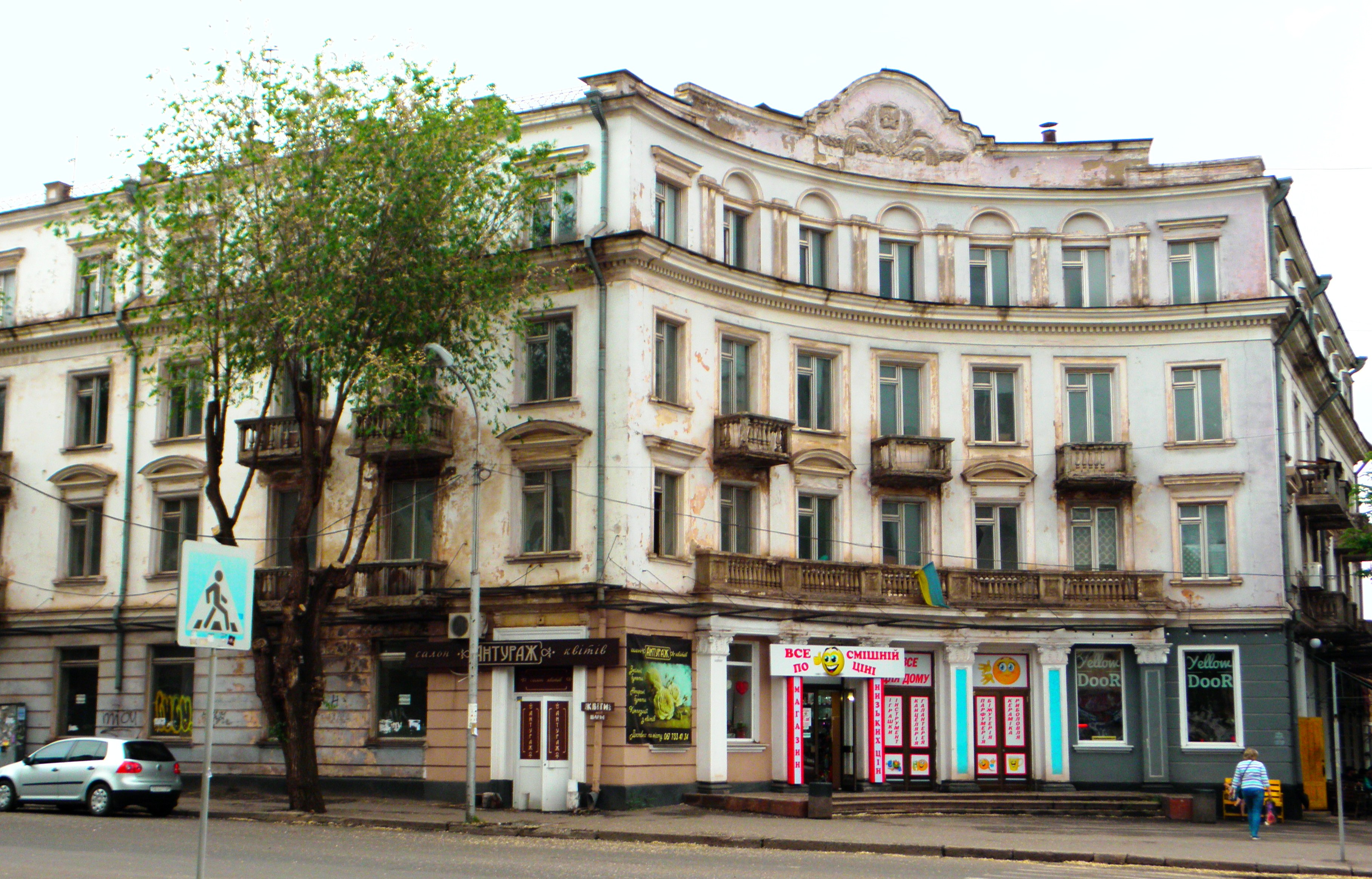
Гостиница «Металлург»
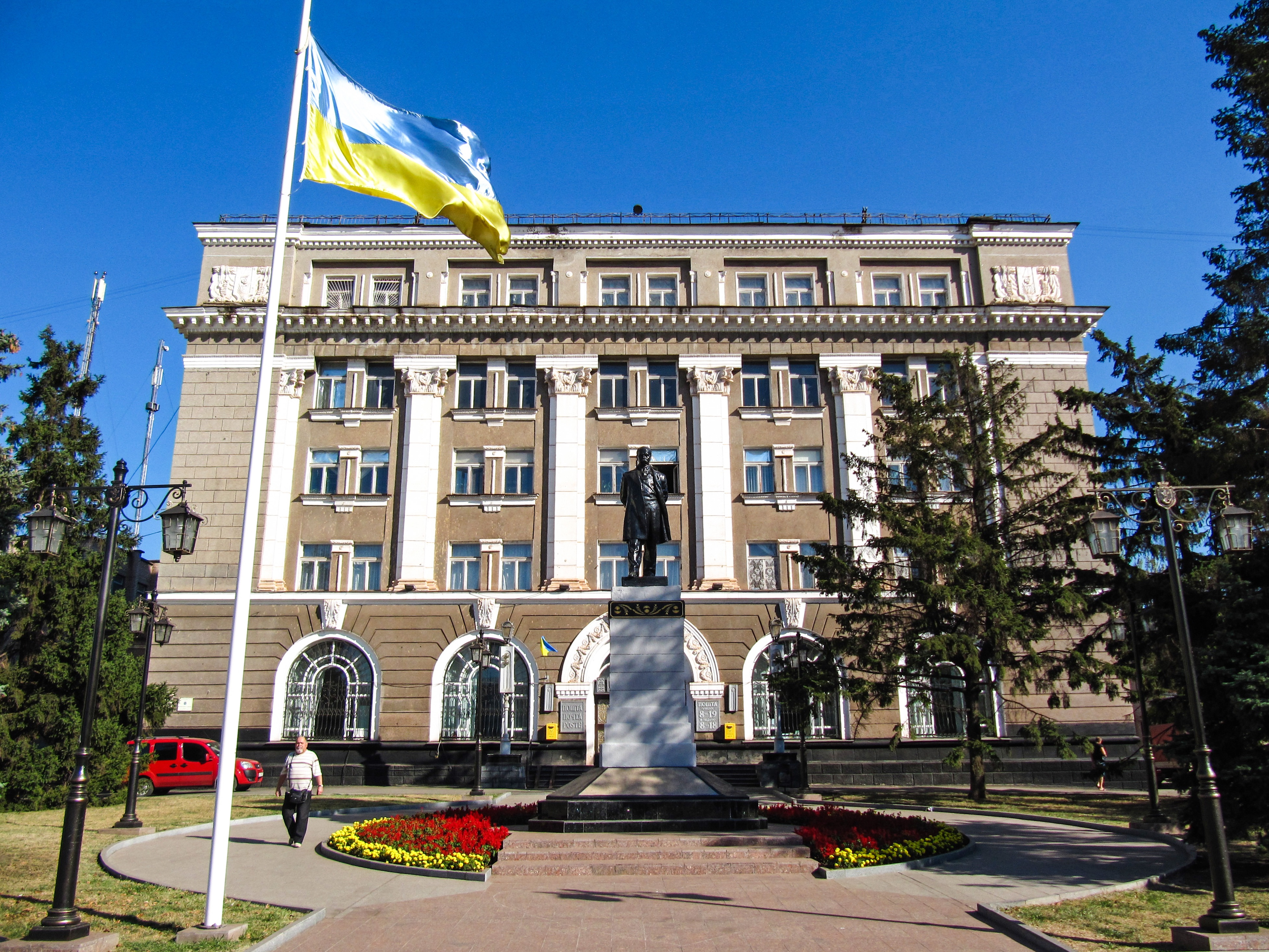
Главпочтамт
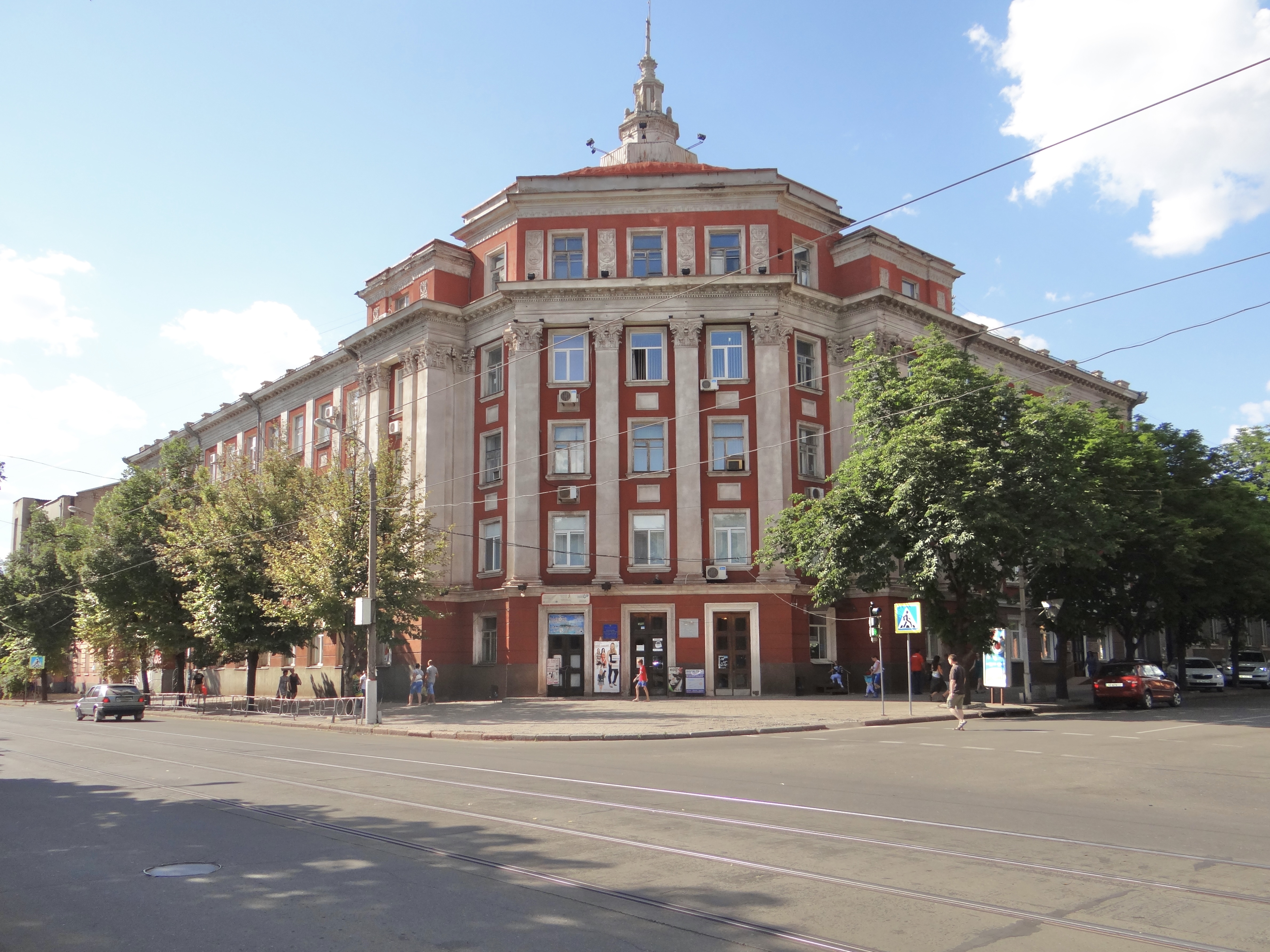
Админздание «Южруды» и «Кривбассшахтопроходки»
Арт-майдан
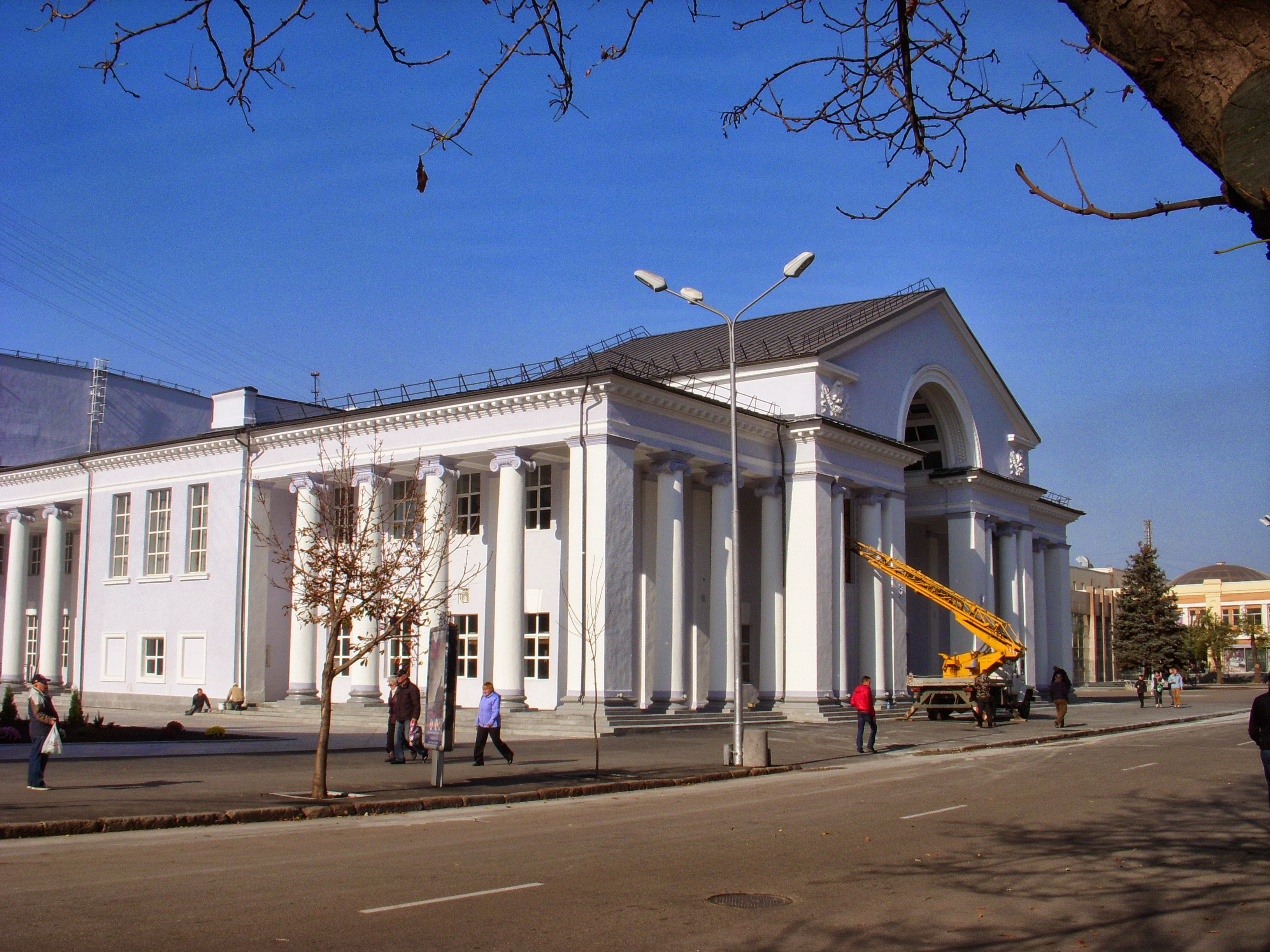
Криворожский городской театр имени Т. Г. Шевченко
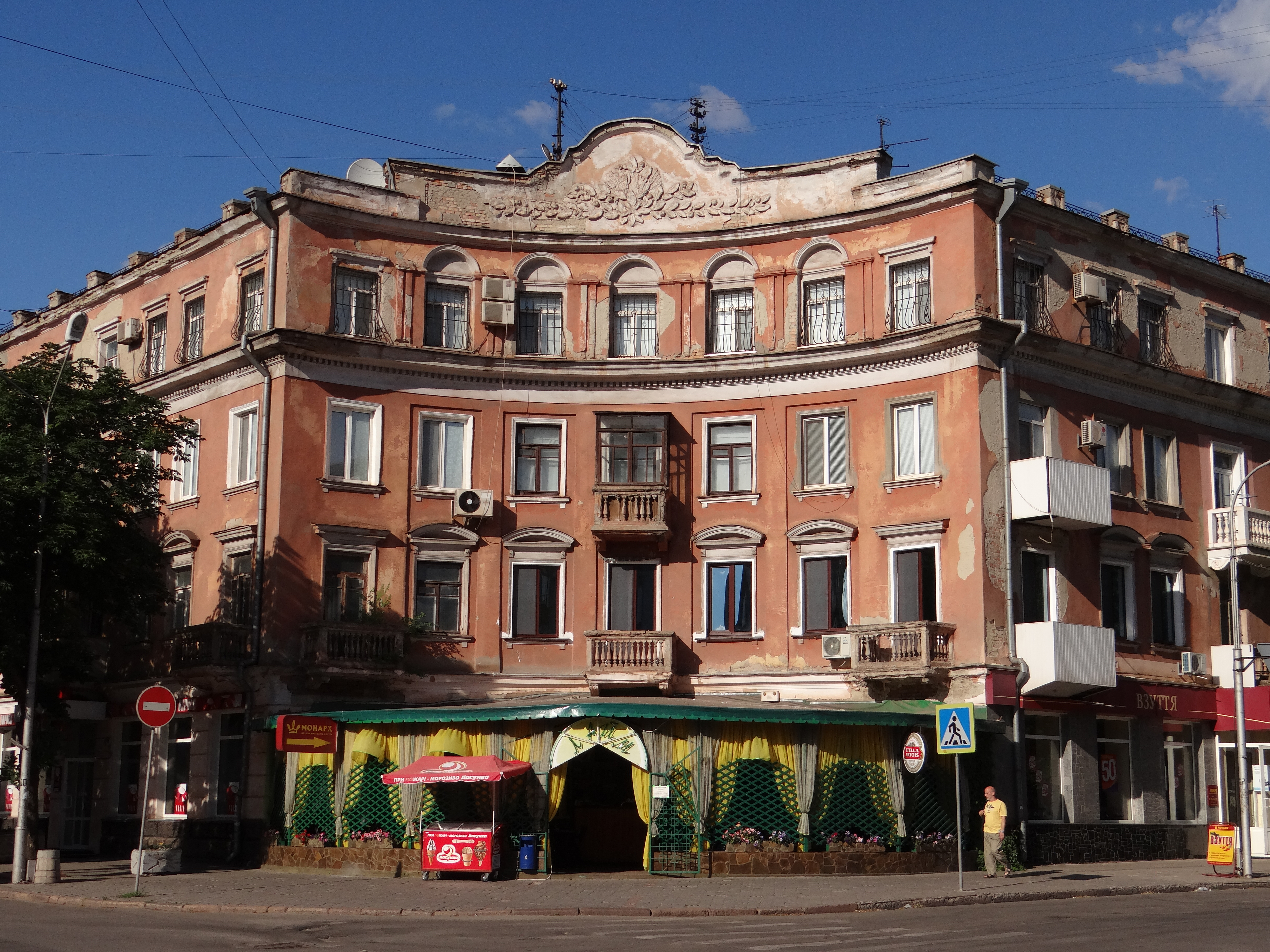
Дом треста «Дзержинскруда»